# Condado de Washington (Georgia)
El condado de Washington (en inglés: Washington County), fundado en 1784, es uno de 159 condados del estado estadounidense de Georgia. En el año 2000, el condado tenía una población de 21 176 habitantes y una densidad poblacional de 12 personas por km². La sede del condado es Sandersville.

## Geografía
Según la Oficina del Censo, el condado tiene un área total de 1773 km² (684,6 mi²), de la cual 1762 km² (680,3 mi²) es tierra y 10 km² (3,9 mi²) (0.59%) es agua.

### Condados adyacentes
- Condado de Glascock (noreste)
- Condado de Jefferson (este)
- Condado de Johnson (sur)
- Condado de Wilkinson (suroeste)
- Condado de Baldwin (sur)
- Condado de Pierce (oeste)
- Condado de Hancock (noroeste)

## Demografía
Según el censo de 2000, había 21 176 personas, 7435 hogares y 5382 familias residiendo en la localidad. La densidad de población era de 12 hab./km². Había 8327 viviendas con una densidad media de 5 viviendas/km². El 45.73% de los habitantes eran blancos, el 53.20% afroamericanos, el 0.17% amerindios, el 0.26% asiáticos, el 0.01% isleños del Pacífico, el 0.20% de otras razas y el 0.43% pertenecía a dos o más razas. El 1.09% de la población eran hispanos o latinos de cualquier raza.
Los ingresos medios por hogar en la localidad eran de $29 910, y los ingresos medios por familia eran $36 325. Los hombres tenían unos ingresos medios de $33 263 frente a los $21 388 para las mujeres. La renta per cápita para el condado era de $15 565. Alrededor del 22.90% de la población estaban por debajo del umbral de pobreza.

## Transporte

### Principales carreteras
- Ruta Estatal de Georgia 15
- Ruta Estatal de Georgia 24
- Ruta Estatal de Georgia 68
- Ruta Estatal de Georgia 88

## Localidades
- Warthen
- Davisboro
- Deepstep
- Harrison
- Oconee
- Riddleville
- Sandersville
- Tennille